# 고수 (드라마)
《고수》는 MBC에서 1991년 9월 22일에 방영된 추석 특집 드라마로, 바둑을 소재로 하여 젊은 남녀의 사랑 만들기와 결혼 후 사랑 싸움을 코믹하게 그렸다.

## 줄거리
중앙방송사 춘천국 신입사원 윤승조는 보신탕집인 싸릿집 셋째 딸 오정희를 첫눈에 보고 반한다. 승조는 정희와 가까워지기 위해 좋아하지도 않는 보신탕을 먹으려 점심시간마다 싸릿집에 와서 강 부장과 내기 바둑을 둔다. 그리고 승조는 바둑에 고수이지만 일부러 패배하면서까지 세 달 동안 정희를 보기 위해 온 것이다. 드디어 승조는 정희와 결혼에 골인하지만 이제는 정희가 한수 높은 고수로서 자신을 짓누른다는 내용이다.

## 등장 인물
- 이효정 : 윤승조 역
- 김혜수 : 오정희 역 - 윤승조의 아내
- 음정희 : 김미진 역 - 윤승조의 옛 연인
- 강인덕 : 강 부장 역 - 윤승조의 직장 상사